# 晦谷大师墓
晦谷大师墓位于位于中国浙江省宁波市鄞州区五乡镇联合村阿育王寺后山祖师塚内，清代墓葬，墓向南方，由祭台、墓碑、墓丘等部分构成，祭台共上下两层，一层为半圆形祭台，二层为长方形祭台，墓碑位于墓丘前，椭圆形封土，由条石砌筑而成，2010年9月公布为鄞州区文物保护单位:432。